# Melanitis aswina
Melanitis aswina är en fjärilsart som beskrevs av Hans Fruhstorfer 1908. Melanitis aswina ingår i släktet Melanitis och familjen praktfjärilar. Inga underarter finns listade i Catalogue of Life.